# پرنده‌شناسی راداری
پرنده‌شناسی راداری (به انگلیسی: Radar ornithology) کاربرد فناوری رادار در مطالعات مهاجرت پرندگان و در رویکردهای جلوگیری از برخورد پرندگان به ویژه به هواپیما است. این فناوری از مشاهدات اشیاء رنگ‌پریده که در رادار در طول جنگ جهانی دوم در حال حرکت بودند، ایجاد شد. اینها در بریتانیا به عنوان «فرشته»، «ارواح» یا «فانتوم» نامیده می‌شدند و سپس مشخص شد که توسط پرندگان مهاجر ایجاد می‌شوند. با گذشت زمان، این فناوری با رادارهای هواشناسی داپلر که امکان تشخیص پرندگان، خفاش‌ها، و همچنین حشرات را با وضوح و حساسیت کافی برای تعیین کمیت سرعت بال‌زدن‌ها که گاهی می‌تواند به شناسایی گونه‌ها کمک کند، بسیار بهبود یافته‌است.

## کاربردها
پرنده‌شناسی راداری اولیه به دلیل محدودیت‌های تجهیزات، عمدتاً بر فصلی‌بودن، زمان‌بندی، شدت و جهت دسته‌های پرندگان در حال مهاجرت متمرکز بود. رادارهای هواشناسی نوین می‌توانند منطقه پرواز بال، سرعت پرواز، فرکانس ضربان بال، جهت، فاصله و ارتفاع را تشخیص دهند. حساسیت و تکنیک‌های تحلیلی نوین اکنون امکان تشخیص حشرات در حال پرواز را نیز فراهم می‌کند.
رادار برای مطالعه تغییرهای فصلی در رفتار شبگذرانی سارها به کاررفته است. همچنین برای شناسایی خطرهای عملیات هواپیما در فرودگاه‌ها استفاده شده‌است. این تکنیک در کاربردهای حفاظتی مانند استفاده برای ارزیابی خطر برای پرندگان در تأسیسات پیشنهادی انرژی بادی، برای تعیین کمیت تعداد پرندگان در محل‌های شبگذرانی یا لانه‌سازی بوده‌است.